# Флориану-Пейшоту (Риу-Гранди-ду-Сул)
Флориану-Пейшоту (порт. Floriano Peixoto)  —  муниципалитет в Бразилии, входит в штат Риу-Гранди-ду-Сул. Составная часть мезорегиона Северо-запад штата Риу-Гранди-ду-Сул. Входит в экономико-статистический  микрорегион Эрешин. Население составляет 2190 человек на 2006 год. Занимает площадь 168,429 км². Плотность населения — 13,0 чел./км².

## Статистика
- Валовой внутренний продукт на 2003 составляет 23.628.297,00 реалов (данные: Бразильский институт географии и статистики).
- Валовой внутренний продукт на душу населения на 2003 составляет 10.418,12 реалов (данные: Бразильский институт географии и статистики).
- Индекс развития человеческого потенциала на 2000 составляет 0,781 (данные: Программа развития ООН).